# Маркус Бін
Маркус Трістан Бін (англ. Marcus Tristan Bean; нар. 2 січня 1984, Гаммерсміт, Англія) — ямайський футболіст, виступав на позиції півзахисника в клубах Футбольної ліги Англії, переважно в «Брентфорді» та «Вікем Вондерерз». На міжнародному рівні представляв національну збірну Ямайки.

## Клубна кар'єра

### Ранні роки
Народившись у місті Гаммерсміт, Лондон, розпочав свою юнацьку кар'єру в місцевому клубі «Сент-Джозеф», де виступав у центрі півзахисту, після чого перейшов до успішного молодіжного клубу «Нортголт Вілла». Завдяки динамічній грі у півзахисті допоміг команді завоювати декілька трофеїв, регулярно отримував звання найкращого гравця сезону. Зрештою, у віці 11-років його помітили та запросили до КПР, першого професіонального клубу в кар'єрі Маркуса.

### КПР
Пройшовши усі щаблі юнацьких та молодіжних команд КПР, у футболці якої дебютував у серпні 2002 року в поєдинку проти «Вікем». Проте в другому таймі отримав червону картку й достроково завершив матч. Дебютував у стартовому складі КПР два тижні по тому в переможному (4:0) поєдинку проти «Менсфілда», у сезоні 2002/03 років зіграв 8 матчів у чемпіонаті та кубку, яскравий талант та спокій виділяють його як великий потенційний талант.
Один з гравців команди-переможця Другого дивізіону в 2003/04 років та нагороджений званням найкращого молодого гравця року Рейнджерс.
Після обмежених шансів грати за першу команди, протягом 2005 року двічі побував в оренді в «Суонсі Сіті». Загалом у футболці «Лебедів» провів 17 матчів, відзначився одним голом.

### «Блекпул»
У складі першої команди «Блекпулу» Бін не виступив у період між переможному (4:2) поєдинку за «Сісайдерс» над «Олдершотом» у третьому турі Кубку Англії 6 січня 2007 року та переможному (3:1) поєдинки чемпіонату проти «Бредфорд Сіті» 26 березня, і 9 серпня 2007 року перейшов у 1-місячну оренду до «Ротергем Юнайтед». Оренду продовжили до кінця жовтня, й «Беано» забив свій перший м'яч за «Міллерів» у переможному (3:2) поєдинку проти «Менсфілд Таун».
Проте наступний сезон з Блекпулом став для Біна розчаруванням, після того, як допоміг їм уникнути вильоту з першого дивізіону, але допоміг їм підвищитися в класі наступного сезону, хоча й грав обмежену кількість поєдинків та розглядав можливість завершення футбольної кар'єри. 7 травня 2008 року «Блекпул» надав Маркусу статус вільного агента.

### «Брентфорд»
Влітку 2008 року, після відходу з «Блекпула», вільним агентом перейшов у «Брентфорд». Один з гравців «Брентфорда», який виграв Другу лігу 2008/09 роках та відзначився 9-ма голами на позиції півзахисника. В останньому турів сезону 2010/11 років зіграв свій 100-й матч за «Брентфорд» у Футбольній лізі Англії, а також свій 150-й матч за Бджіл у всіх змаганнях. На початку сезоні 2011/12 років отримав дебютний виклик за національну збірну Ямайки.

### «Колчестер Юнайтед»
8 червня 2012 року, після відходу з «Брентфорда», підписав 3-річний контракт з «Колчестер Юнайтед». Дебютував за Ессекську команду 18 серпня 2012 року в нічийному (0:0) поєдинку Першої ліги проти «Престон Норт-Енд». Дебютним голом за «Колчестер» відзначився 22 жовтня 2013 року в нічийному (1:1) поєдинку проти «Шрусбері Таун» на Нью-Мідоу. Своїм другим голом за «Колчестер» відзначився 2 листопада, відкривши рахунок у нічийному (2:2) поєдинку проти колишнього клубу, «Ротергем», а 18 січня 2014 року відзначився своїм третім голом у переможному (4:2) матчі проти «Карлайл Юнайтед» на Брентон Парк. Надалі також демонстрував результативну гру, 1 березня відзначився голом у програному (1:2) поєдинку проти «Лейтон Орієнт». 26 квітня відзначився першим голом у переможному (4:1) поєдинку проти свого колишнього клубу, який вже забезпечив собі вихід у Першу лігу, завдяки чому клуб майже захистив себе від зони вильоту.

#### Оренда в «Портсмут»
21 листопада 2014 року його віддали в оренду до клубу Другої ліги «Портсмут» (до 3 січня 2015 року). Дебютував за нову команду 22 листопада в переможному (3:0) домашньому поєдинку проти «Моркема». Дебютним голом за «Портсмут» відзначився 13 грудня в програному (2:3) поєдинку проти «Аккрінгтон Стенлі».

### Вікем Вондерерз
9 січня 2015 року, після відходу з «Колчестер Юнайтед», підписав 1,5-річний контракт з представником Другої ліги «Вікем Вондерерз». Бін щойно повернувся до «Колчестера», провівши нетривалий час в оренді в клубі Другої ліги «Портсмут». «Портсмут» також був зацікавлений у переході Маркуса, але пропонував йому лише короткострокову угоду. Тому Бін вирішив перейти до «Вікема» Гарета Ейнсворта, з яким ямаєць був знайомий ще з періоду виступів за КПР. По завершенні сезону 2018/19 років «Вікем» надав Біну статус вільного агента, а в липні 2019 року футболіст оголосив про завершення кар'єри.

## Кар'єра в збірній
Єдиний матч у футболці національної збірної Ямайки у жовтні 2011 року проти Гондурасу. Вийшов на поле на останні 15 хвилині, але не зміг допомогти «Регі Бойз» уникнути 5-ї поспіль поразки.

## Статистика виступів

### Клубна
| Клуб                        | Сезон                   | Ліга                    | Ліга  | Ліга | Кубок Англії | Кубок Англії | Кубок ліги | Кубок ліги | Інші  | Інші | Загалом | Загалом |
| Клуб                        | Сезон                   | Дивізіон                | Матчі | Голи | Матчі        | Голи         | Матчі      | Голи       | Матчі | Голи | Матчі   | Голи    |
| --------------------------- | ----------------------- | ----------------------- | ----- | ---- | ------------ | ------------ | ---------- | ---------- | ----- | ---- | ------- | ------- |
| КПР                         | 2002–03                 | Другий дивізіон         | 7     | 0    | 0            | 0            | 0          | 0          | 1     | 0    | 8       | 0       |
| КПР                         | 2003–04                 | Другий дивізіон         | 31    | 1    | 1            | 0            | 1          | 0          | 3     | 0    | 36      | 1       |
| КПР                         | 2004–05                 | Чемпіоншип              | 20    | 1    | 1            | 0            | 1          | 0          | ―     | ―    | 22      | 1       |
| КПР                         | 2005–06                 | Чемпіоншип              | 9     | 0    | 0            | 0            | 1          | 0          | ―     | ―    | 10      | 0       |
| КПР                         | Загалом                 | Загалом                 | 67    | 2    | 2            | 0            | 3          | 0          | 4     | 0    | 76      | 2       |
| «Суонсі Сіті» (оренда)      | 2004–05                 | Друга ліга              | 8     | 0    | ―            | ―            | ―          | ―          | ―     | ―    | 8       | 0       |
| «Суонсі Сіті» (оренда)      | 2005–06                 | Перша ліга              | 9     | 1    | 0            | 0            | ―          | ―          | 0     | 0    | 9       | 1       |
| «Суонсі Сіті» (оренда)      | Загалом у «Суонсі Сіті» | Загалом у «Суонсі Сіті» | 17    | 1    | 0            | 0            | 0          | 0          | 0     | 0    | 17      | 1       |
| «Блекпул»                   | 2005–06                 | Перша ліга              | 17    | 1    | ―            | ―            | ―          | ―          | ―     | ―    | 17      | 1       |
| «Блекпул»                   | 2006–07                 | Перша ліга              | 6     | 0    | 2            | 0            | 1          | 0          | 1     | 0    | 10      | 0       |
| «Блекпул»                   | 2007–08                 | Чемпіоншип              | 0     | 0    | 0            | 0            | 0          | 0          | ―     | ―    | 0       | 0       |
| «Блекпул»                   | Загалом                 | Загалом                 | 23    | 1    | 2            | 0            | 1          | 0          | 1     | 0    | 27      | 1       |
| «Ротергем Юнайтед» (оренда) | 2007–08                 | Друга ліга              | 12    | 1    | ―            | ―            | 0          | 0          | 2     | 0    | 14      | 1       |
| «Брентфорд»                 | 2008–09                 | Друга ліга              | 44    | 9    | 2            | 0            | 1          | 0          | 1     | 0    | 48      | 9       |
| «Брентфорд»                 | 2009–10                 | Перша ліга              | 31    | 0    | 4            | 0            | 0          | 0          | 1     | 0    | 36      | 0       |
| «Брентфорд»                 | 2010–11                 | Перша ліга              | 37    | 3    | 1            | 0            | 4          | 1          | 5     | 0    | 47      | 4       |
| «Брентфорд»                 | 2011–12                 | Перша ліга              | 32    | 2    | 1            | 0            | 1          | 0          | 3     | 0    | 37      | 2       |
| «Брентфорд»                 | Загалом                 | Загалом                 | 144   | 14   | 8            | 0            | 6          | 1          | 10    | 0    | 168     | 15      |
| «Колчестер Юнайтед»         | 2012–13                 | Перша ліга              | 31    | 0    | 1            | 0            | 0          | 0          | 1     | 0    | 33      | 0       |
| «Колчестер Юнайтед»         | 2013–14                 | Перша ліга              | 35    | 5    | 1            | 0            | 0          | 0          | 0     | 0    | 36      | 5       |
| «Колчестер Юнайтед»         | 2014–15                 | Перша ліга              | 3     | 0    | 0            | 0            | 1          | 0          | 0     | 0    | 4       | 0       |
| «Колчестер Юнайтед»         | Загалом                 | Загалом                 | 69    | 5    | 2            | 0            | 1          | 0          | 1     | 0    | 73      | 5       |
| «Портсмут» (оренда)         | 2014–15                 | Друга ліга              | 6     | 1    | ―            | ―            | ―          | ―          | ―     | ―    | 6       | 1       |
| «Вікем Вондерерз»           | 2014–15                 | Друга ліга              | 17    | 0    | 0            | 0            | 0          | 0          | 3     | 0    | 20      | 0       |
| «Вікем Вондерерз»           | 2015–16                 | Друга ліга              | 30    | 0    | 1            | 0            | 1          | 0          | 0     | 0    | 32      | 0       |
| «Вікем Вондерерз»           | 2016–17                 | Друга ліга              | 19    | 0    | 2            | 0            | 0          | 0          | 6     | 0    | 27      | 0       |
| «Вікем Вондерерз»           | 2017–18                 | Друга ліга              | 31    | 2    | 2            | 0            | 1          | 0          | 2     | 0    | 36      | 2       |
| «Вікем Вондерерз»           | 2018–19                 | Друга ліга              | 9     | 1    | 1            | 0            | 1          | 0          | 3     | 0    | 14      | 1       |
| «Вікем Вондерерз»           | Загалом                 | Загалом                 | 106   | 3    | 6            | 0            | 3          | 0          | 14    | 0    | 129     | 3       |
| Усього за кар'єру           | Усього за кар'єру       | Усього за кар'єру       | 444   | 28   | 20           | 0            | 14         | 1          | 32    | 0    | 510     | 29      |

1. 1 2 3 4 5 6 7 8 9 10 11 12  Матчі в Трофеї Футбольної ліги
2. ↑  Матчі в плей-оф Другої ліги

### У збірній
| національна збірна Ямайки | національна збірна Ямайки | національна збірна Ямайки |
| Рік                       | Матчі                     | Голи                      |
| ------------------------- | ------------------------- | ------------------------- |
| 2011                      | 1                         | 0                         |
| Загалом                   | 1                         | 0                         |

## Досягнення
КПР
- Другий дивізіон Футбольної ліги
  -  Срібний призер (1): 2003/04[40]

«Блекпул»
- Плей-оф Першої Футбольної ліги
  -  Чемпіон (1): 2007[41]

«Брентфорд»
- Друга футбольна ліга
  -  Чемпіон (1): 2008/09[4]

«Вікем Вондерерз»
- Друга футбольна ліга
  -  Бронзовий призер (1): 2017/18[4]

Індивідуальні
- Найкращий молодий гравець року в КПР: 2003/04[4]
- Найкращий гравець місяця в Другій лізі: грудень 2008[42]